# Nikon D3
Die Nikon D3 ist eine digitale Spiegelreflexkamera des japanischen Herstellers Nikon. Sie war die erste Nikon-Kamera mit Vollformatsensor, wurde im November 2007 in den Markt eingeführt und in den Varianten und Weiterentwicklungen D3x und D3s bis Februar 2012 verkauft. Zielgruppe waren Berufsfotografen.

## Technische Merkmale

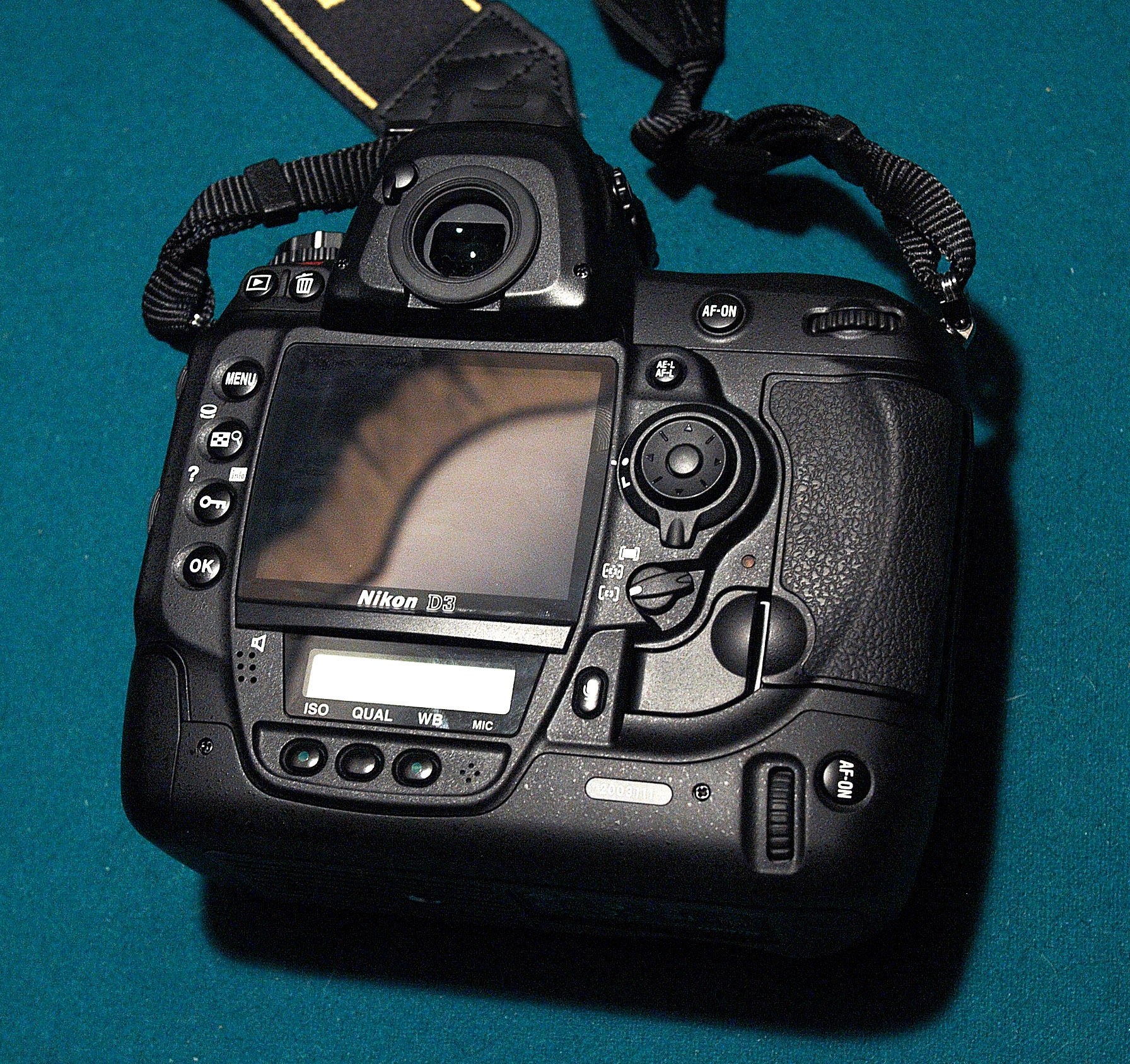
Rückseite der Kamera

Der 12,1-Megapixel-CMOS-Bildsensor erlaubt Aufnahmen mit 4256 × 2832 Pixeln. und eine hohe Empfindlichkeit von ISO 25.600. Der 51-Punkt-Autofokus hat eine Motiverkennung, die den Schärfepunkt automatisch an einem sich bewegendes Objekt heften kann (Herstellerbezeichnung 3-D-Tracking). Neu im Vergleich zur Vorgängerin ist auch der vergrößerte 3-Zoll-LC-Bildschirm im 4:3-Format mit einer Auflösung von 640 × 480 Pixeln. Für die Echtzeitvorschau (Live-View) wird der Schwingspiegel hochgeklappt. In dieser Stellung funktionierte der normale Autofokus nicht, wird aber durch einen alternativen Autofokus durch Kontrastmessung auf dem Sensor ergänzt. Die Nikon D3 ist die erste digitale Nikon-Spiegelreflexkamera mit der aus anderen Modellen bekannten Echtzeitvorschau. Die Kamera wiegt betriebsbereit ca. 1,4 kg.

## Zubehör

### WLAN
Die Kamera bietet WLAN- und Ethernet-Funktionalität mit den Sendeeinheiten WT-4 und WT-4A. Sie kann damit auch ferngesteuert werden.

### Blitzgeräte
Die Kamera ist mit allen Blitzgeräten kompatibel, die die Nikon-iTTL-Blitzbelichtung unterstützen.

### Objektive
Das F-Bajonett erlaubt die Verwendung fast aller Objektive mit Nikonanschluss. Objektive mit Ai-Blendenübertragung funktionieren nur im manuellen und im Zeitautomatik-Modus, DX-Nikkor-Objektive liefern im DX-Modus Bilder mit einer auf 5,1 Megapixel reduzierten Sensorauflösung. Lediglich Non-Ai-Objektive sind nicht mehr verwendbar.

### Zubehöranschluss
Die Kamera hat einen Zubehöranschluss, der zum Beispiel für einen Fernauslöser benötigt wird. Über das Kabel MC-35 kann sie an ein GPS-Gerät zur Georeferenzierung der Fotos angeschlossen werden. Daneben gibt es für die Kamera auch spezielle GPS-Empfänger-Module, die ohne zusätzliches Kabel direkt an die Kamera angeschlossen werden.

## ModellNikon D3x
Im Dezember 2008 stellte der Hersteller die Variante Nikon D3x vor. Sie ist für Studio-, Architektur- und Landschaftsaufnahmen optimiert, bei denen es nicht auf Lichtstärke, sondern eine höhere Auflösung ankommt. Die unverbindliche Preisempfehlung des Herstellers lag bei 6999 € (heute inflationsbereinigt ca. 9.600 €) für das Kameragehäuse. Ihr Bildsensor hat eine höhere Auflösung von 24,5 Megapixeln auf Kosten der Lichtempfindlichkeit, die nur ISO 50 bis 6400 beträgt. Auch die Serienbildgeschwindigkeit von 5 Bildern/s (DX-Modus 7 Bilder/s) ist geringer als bei der D3 (9 bzw. 11 Bilder/s).

## ModellNikon D3s

Nikon D3S

Im November 2009 wurde die D3 von dem weiterentwickelten Modell D3s abgelöst. Die unverbindliche Preisempfehlung des Herstellers lag bei 4.999 € (heute inflationsbereinigt ca. 6.840 €) für das Kameragehäuse. Die D3s entspricht im Wesentlichen der D3, hat aber folgende neuen oder weiterentwickelten Merkmale:
- Einen bezüglicher der Bildqualität bei hohen ISO-Werten überarbeiteten Sensor.
- Einen Videomodus für Aufnahmen in HD-Qualität. Der Ton kann über ein externes Mikrofon in Stereo aufgenommen werden, über das interne Mikrofon in Mono.
- Einen erweiterten Zwischenspeicher für Serienbildreihen bis zu 48 RAW-Aufnahmen.
- Die automatische Lichtempfindlichkeit lässt sich bis ISO 12.800 einstellen (D3: 6400), die manuelle bleibt im Wesentlichen gleich.
- Einen Q-Modus für leisere Aufnahmegeräusche.
- Eine Sensorreinigung.
- Unter anderem D-Lighting als einstellbare Option für den Dynamikumfang.